# Vanesa Restrepo
Vanesa Restrepo (Medellín, 13 de abril de 1987) es una actriz colombiana, conocida por su participación en la exitosa cinta mexicana de terror El Habitante de Guillermo Amoedo, en "Bendita Suegra" de Beto Gómez, también en series de televisión como Surviving the Cartel,  La Muchacha que limpia, El Recluso, Falsa Identidad, La Doña, El Vato, Las 13 esposas de Wilson Fernandez entre otras. En teatro representó a Julia en la adaptación de la novela 1984 de George Orwell. Como conductora fue la imagen oficial de Sky View durante cinco años, y de la primera temporada de Los interioristas del canal Discovery H&H.

## Trayectoria

### Podcast
- La triple moral
- Fantasy Game (2023), de Kato Gutiérrez. Producido por FrecuenciaSonica.tv y Kato.

### Cine
- Bendita suegra (2023) - Jenny Cecilia[1]
- Malibú (2020) - Mariana
- El Habitante (2018) - Vecina
- Consciencia (2018)

### Televisión
- Amanecer (2025) - Fátima Peñalosa[2]
- Madre de alquiler (2023) - Luci[3]
- Surviving The cartel (2022) - Marcelina Cardona
- La muchacha que limpia (2021) - Ema
- El recluso (2018) - Elvira Linares
- Falsa identidad (2018-2019) - Paloma Luján
- Las 13 esposas de Wilson Fernández (2017) - Ana
- El Vato (2017) - Erika
- La doña (2016-2017) - Ximena Urdaneta
- Corazón que miente[4][5] (2016) - Denise Shapiro Berlanga[4]
- Muchacha italiana viene a casarse (2014-2015) - Alina
- Quiero amarte (2013-2014) - Nora
- Como dice el dicho (2012-2013) - Ana / Luzma
- Amores verdaderos (2012)

### Teatro
- "1984" (2019) de George Orwell, director José Manuel López Velarde
- "La Subasta" (2015) Del Director Hector Berzunza y Paola Arrioja.
- "Threesome" (2014) Del director Sebastián Ferrat.
- "Feliz nuevo siglo Dr. Freud" (2011) Del director Pablo Mandoki.
- "El Pánico" (2011) Del director Antonio Castro.
- "El programa de televisión" (2010) Del director Pablo Mandoki.